# Aspro (moeda)

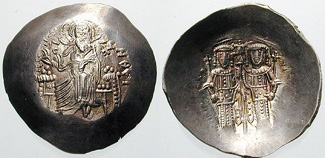
Áspro traqueia de r.

Aspro (em grego: ἄσπρον; romaniz.: áspron; do latim asper) foi um nome bizantino tardio para moedas de prata ou de liga de prata. O termo latino asper originalmente significou "áspero", mas tinha gradualmente adquirido a conotação de "novo" e, especialmente quando referindo-se a prata, "branco", pelo período imperial.
Adquiriu um sentido técnico no século XII, quando os bizantinos começaram a referir-se a traqueia de bilhão, que era emitida em um estado branqueado, como áspro. O mesmo nome também por vezes foi aplicado para as traqueias contemporâneas de eletro.
O nome reaparece nos séculos XIV-XV como um termo genérico para a cunhagem em prata, tal como o ducatópulo bizantino ou o Akçe do Império Otomano. Os livros de registro do século XV do mercador-banqueiro da República de Veneza Giacomo Badoer listam várias cidades e governos que cunhavam aspros, incluindo o Império de Trebizonda, Teodósia, Simisso, Tánais e Rodes.